# Gloria (pel·lícula de 1999)
Gloria (títol original en anglès Gloria) és una pel·lícula del 1999, dirigida per Sidney Lumet. Aquest film és un remake de Glòria de John Cassavetes estrenada el 1980.

## Argument
Glòria acaba de passar tres anys a la presó pel seu amic Kevin. A la sortida, decideix venjar-se. Quan el troba, es veu que ha educat un nen per a després d'haver matat la seva família.

## Repartiment
- Sharon Stone: Gloria
- Jean-Luke Figueroa: Nicky
- Jeremy Northam: Kevin
- Cathy Moriarty: Diane
- George C. Scott: Ruby
- Mike Starr: Sean
- Bonnie Bedelia: Brenda
- Barry McEvoy: Terry
- Don Billett: Raymond
- Jerry Dean: Mickey
- Tony DiBenedetto: Zach
- Teddy Atlas: Ian
- Bobby Cannavale: Jack
- Sarita Choudhury: Angela
- Miriam Colon: Maria